# Massacre de Metekel
O massacre de Metekel foi um massacre durante o conflito de Metekel ocorrido na noite de 22-23 de dezembro de 2020, no kebele de Bikuji, Zona de Metekel, região de Benishangul-Gumuz, Etiópia. Em 23 de dezembro de 2020, a Comissão Etíope de Direitos Humanos contabilizou 100 mortes. As autoridades responderam matando 42 suspeitos e prendendo sete funcionários.

## Contexto
Vários massacres ocorreram na zona de Metekel durante os anos de 2019–2020. Diferentes autoridades regionais e federais discordam sobre a caracterização do conflito. O massacre de 22 a 23 de dezembro se seguiu a vários outros massacres relacionados à etnia na Etiópia durante o final de 2020. 

## Massacre
Um massacre e incêndio criminoso de casas ocorreram durante a noite de 22 a 23 de dezembro de 2020 no kebele de Bikuji Kebele na zona de Metekel. Uma testemunha disse que os residentes foram cercados por 500 homens armados e que as forças de segurança foram "notificadas repetidamente", mas chegaram depois que os agressores partiram.
A Amhara Mass Media Agency descreveu as vítimas como pessoas da etnia amhara e agaw com os assassinatos como sendo "etnicamente direcionado".
As estimativas iniciais do número de mortos incluíram 90, 100 (Comissão de Direitos Humanos da Etiópia), 200 (Movimento Nacional de Amhara). Em 30 de dezembro, o Ethiopian Herald, de propriedade do governo, declarou que houve 207 mortes. De acordo com a Cruz Vermelha, 222 pessoas foram mortas.
Com base em entrevistas com cinco testemunhas, a Amnistia Internacional descreveu os perpetradores como milícias étnicas gumuz e as vítimas como pessoas de etnia amhara, oromo e shinasha, vistos pelos etnonacionalistas gumuz como colonos. 

## Resposta
A Força de Defesa Nacional da Etiópia respondeu matando 42 pessoas que, segundo a mídia estatal, estariam envolvidas no massacre. As forças de segurança da região de Benishangul-Gumuz prenderam sete funcionários relacionados ao massacre. Em 30 de dezembro, o tenente-general Asrat Denero, chefe das Forças de Segurança, declarou que havia sido criada uma força-tarefa nacional conjunta de funcionários do governo que estava procurando suspeitos. Também afirmou que um processo de debate comunitário "em todos os níveis" foi iniciado, com o objetivo de resolver as causas do conflito. 